# Casamatta

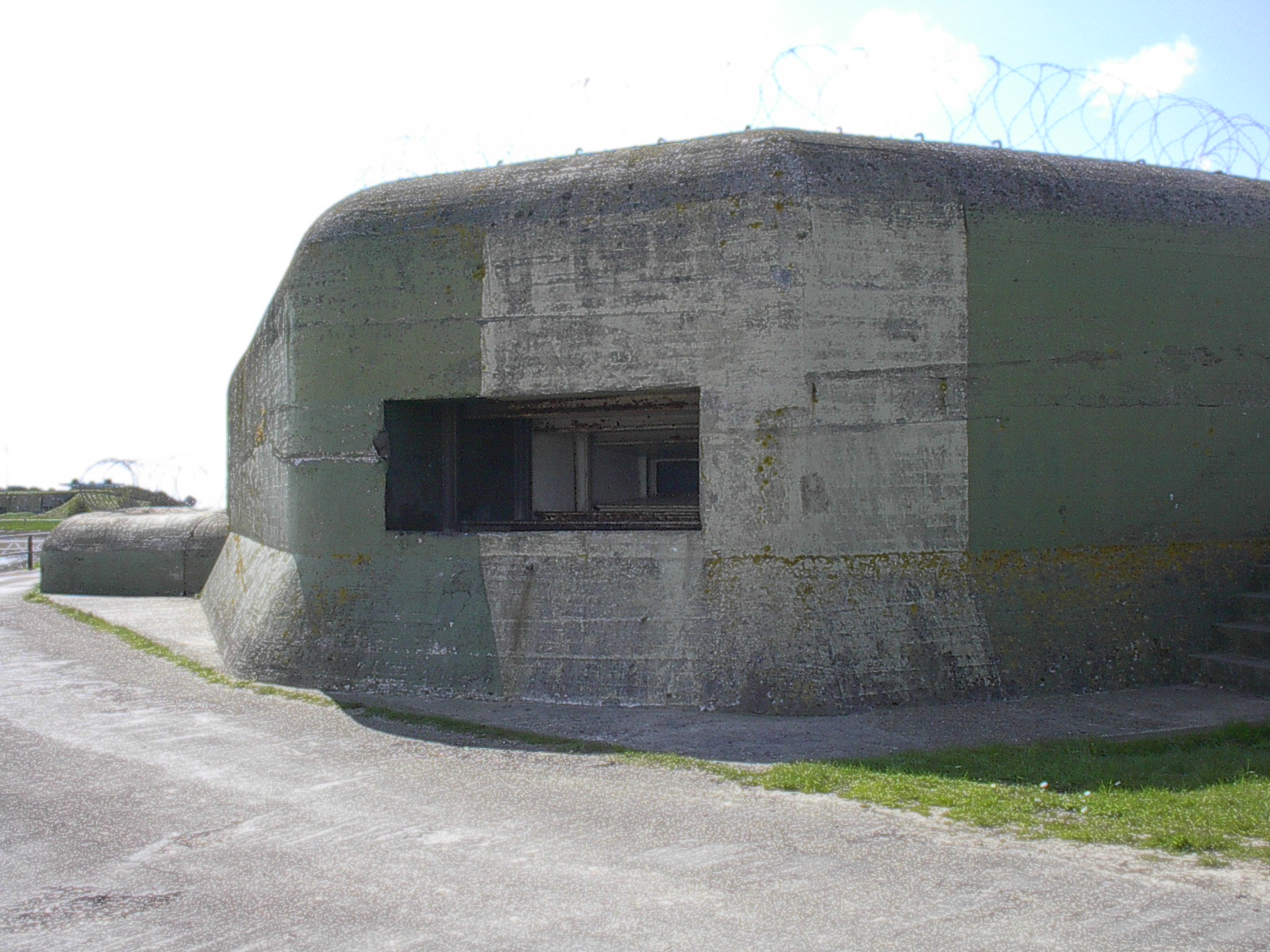
Una casamatta nei Paesi Bassi.

La casamatta è il locale di un'opera di fortificazione, chiuso all'interno e coperto nella parte superiore a prova di bomba, munito di una o più cannoniere, destinato nella maggior parte dei casi a ricevere artiglierie. I primi locali casamattati si riscontrano nell'epoca antica nei vari piani delle torri che si trovavano nelle cinte costruite a difesa di località; locali casamattati si hanno anche nelle fortificazioni e nelle segrete dei castelli dell'epoca medievale.
Si differenzia da un bunker in quanto quest'ultimo è un complesso di costruzioni, in genere ipogee, che possono comprendere una o più casematte (oppure nessuna), mentre una casamatta è solamente il locale che alloggia l'arma, cannone o mitragliatrice che sia, anche su una nave.

## I tipi di casematte
- Le "casematte offensive" furono introdotte nell'epoca moderna con l'adozione delle artiglierie. Erano locali chiusi da ogni parte da muro e superiormente da volta ricoperta con terra e aperti solo posteriormente per facilitare lo sfogo del fumo, o chiusi in parte per evitare che le schegge dei proietti caduti dietro essi vi penetrassero. In tali locali si collocavano le bocche da fuoco che si volevano proteggere da ogni specie di tiro; nella parete rivolta verso il campo di tiro era ricavata una cannoniera. L'ordinamento casamattato era poco impiegato per l'inconveniente del fumo: nelle opere di pianura, di solito, era solo impiegato per i pezzi fiancheggianti, mentre nelle fortificazioni di montagna si adottava spesso anche per i pezzi destinati alla difesa lontana. Ciò perché in montagna l'attaccante può occupare posizioni dominanti ed inoltre perché il difensore è spesso obbligato ad adottare più linee di fuoco sovrapposte per insufficienza di spazio nel senso orizzontale.

- Le "casematte difensive" o "locali alla prova" erano locali organizzati in modo analogo alle casematte offensive, destinati a tenere al sicuro gli elementi di difesa. Esse riuscivano più protette delle casematte offensive, per la ragione che non c'era bisogno di scoprire da essi il terreno di attacco.

## Lo sviluppo delle casematte

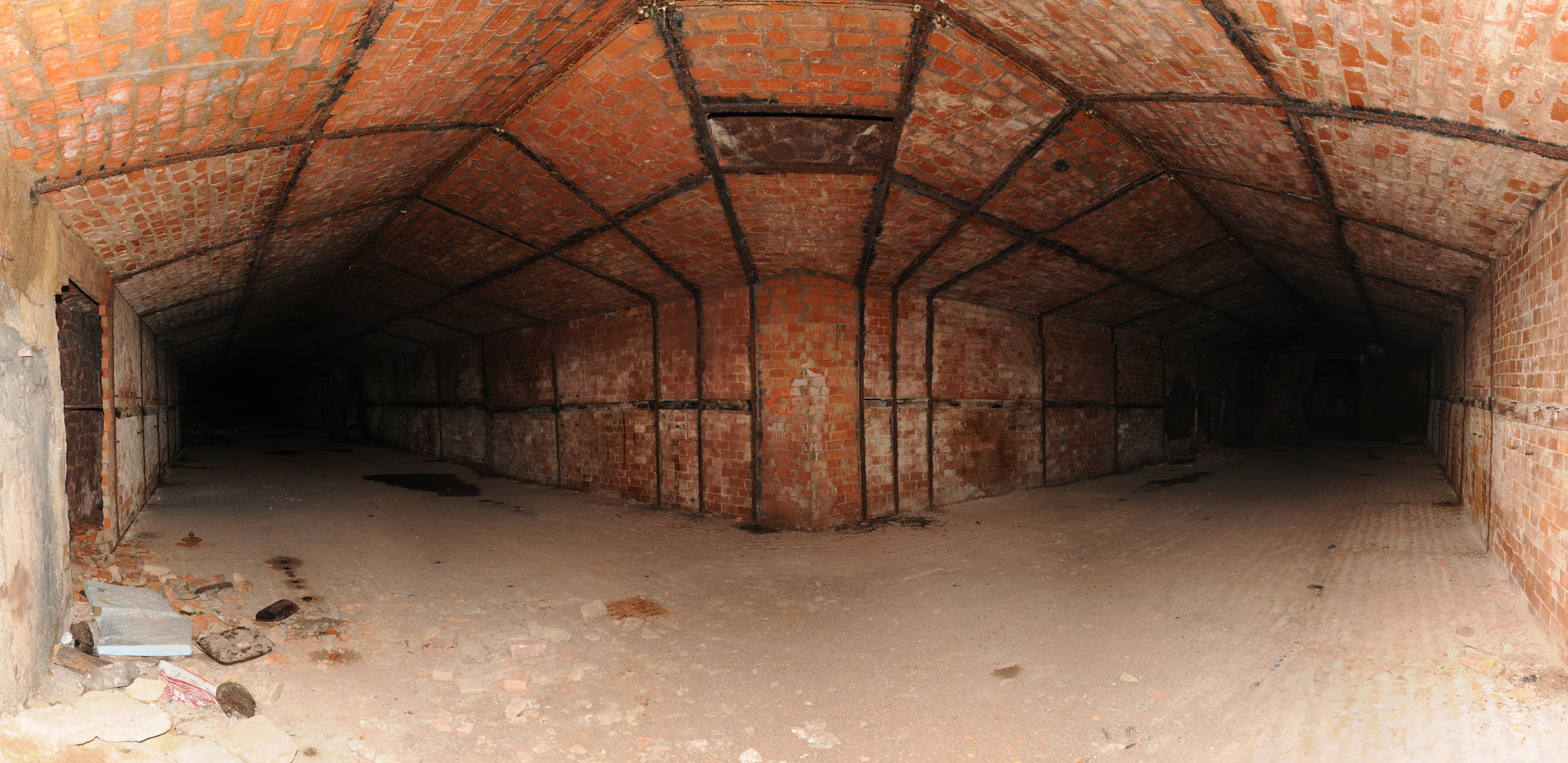
L'interno della casamatta in caverna di Fort de Roppe: una fortificazione di frontiera francese (sistema Séré de Rivières) che proteggeva la città di Belfort

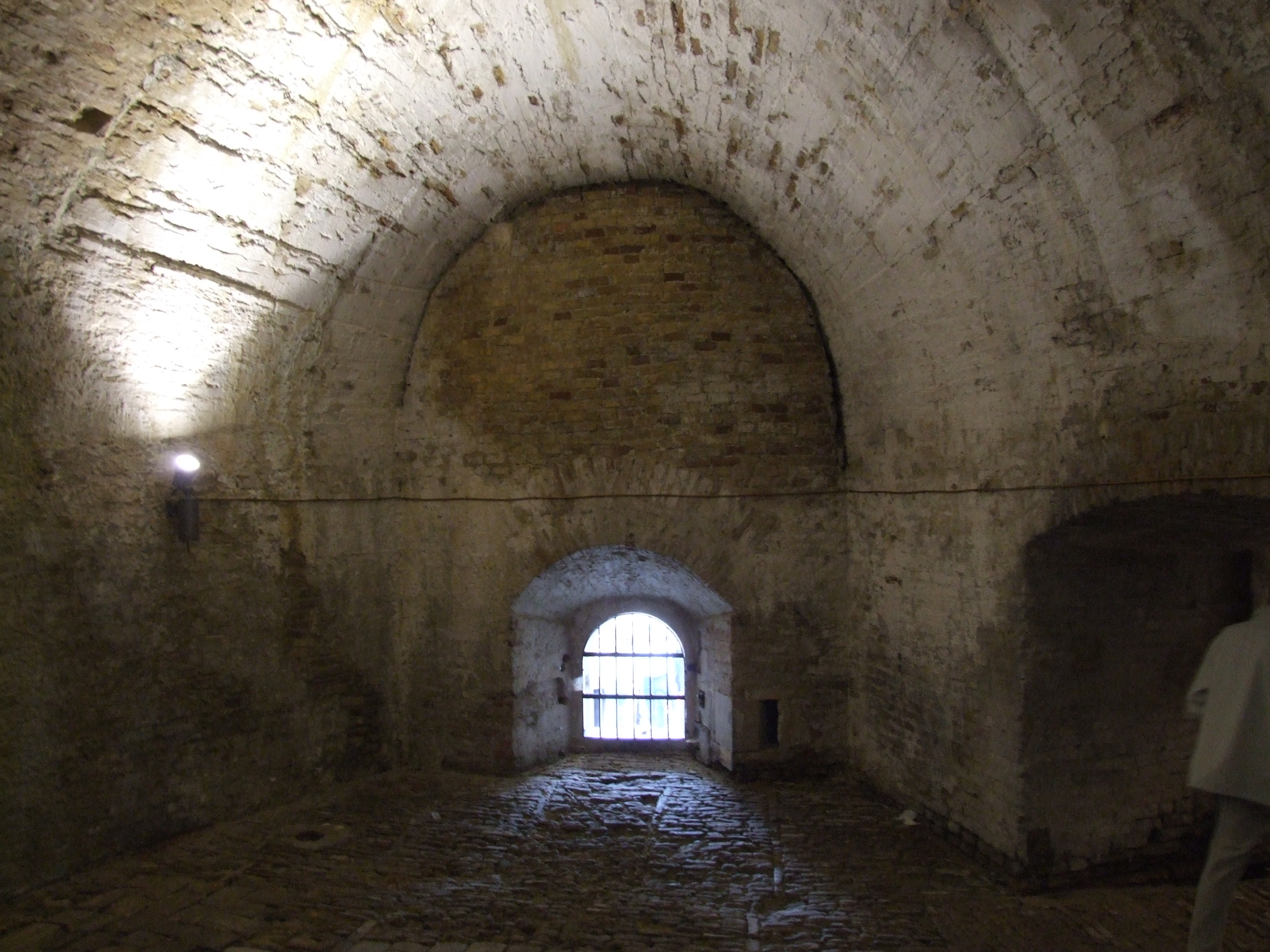
Una casamatta della Cittadella di Ancona (1532)

Verso la fine del XVIII secolo e l'inizio del XIX secolo le casematte offensive aumentano a causa della maggiore efficacia delle artiglierie in uso offensivo. Ciascuna casamatta era ampia quanto occorreva per permettere il facile e comodo servizio del pezzo e per presentare lo spazio necessario allo spostamento di questo nelle varie direzioni determinate dal campo di tiro orizzontale. Le casematte si costruivano larghe dai quattro ai cinque metri, lunghe dai sei ai sette metri alte internamente dai quattro ai cinque metri e si disposero anche su due o tre piani.

## I primi problemi e i primi interventi
Le casematte fecero buona prova finché la potenza dell'artiglieria rimase pressoché limitata. Quando, per l'introduzione della rigatura, per l'impiego di proiettili più potenti e di spolette migliori, aumentò di efficacia raggiungendo una discreta precisione e un maggiore potere distruttivo, esse divennero obsolete poiché erano decisamente fragili. Nonostante questi difetti non si abbandonarono subito le casematte in muratura, ma si cercò di ottimizzarne l'uso:
1. aumentando la resistenza nella parte frontale in modo che fosse più difficile la demolizione;
2. riducendo il cannone (e quindi anche il suo ingombro) per diminuire il rischio di un imbocco.

Si cercò di risolvere il problema nº 1 addossando un parapetto fino all'altezza del cannone e infilando il pezzo in un affusto non molto alto. Il secondo si risolse in parte con l'adottare affusti che permettessero ai cannoni di ruotare intorno ad un asse in corrispondenza della volata, tanto nel senso orizzontale quanto nel verticale. Tutti questi rimedi per quanto fossero ben congegnati, risultarono poco efficaci a causa dei materiali di scarsa qualità di cui si disponeva all'epoca, l'azione e la protezione costituivano sempre due valori che variavano uno a discapito dell'altro. Era necessario quindi cercare nuovi materiali di costruzione che presentassero una maggiore resistenza intrinseca; si ricorse per cui al ferro. L'uso del ferro per accrescere il potere difensivo delle fortificazioni ha origine antichissima.

## Le casematte moderne

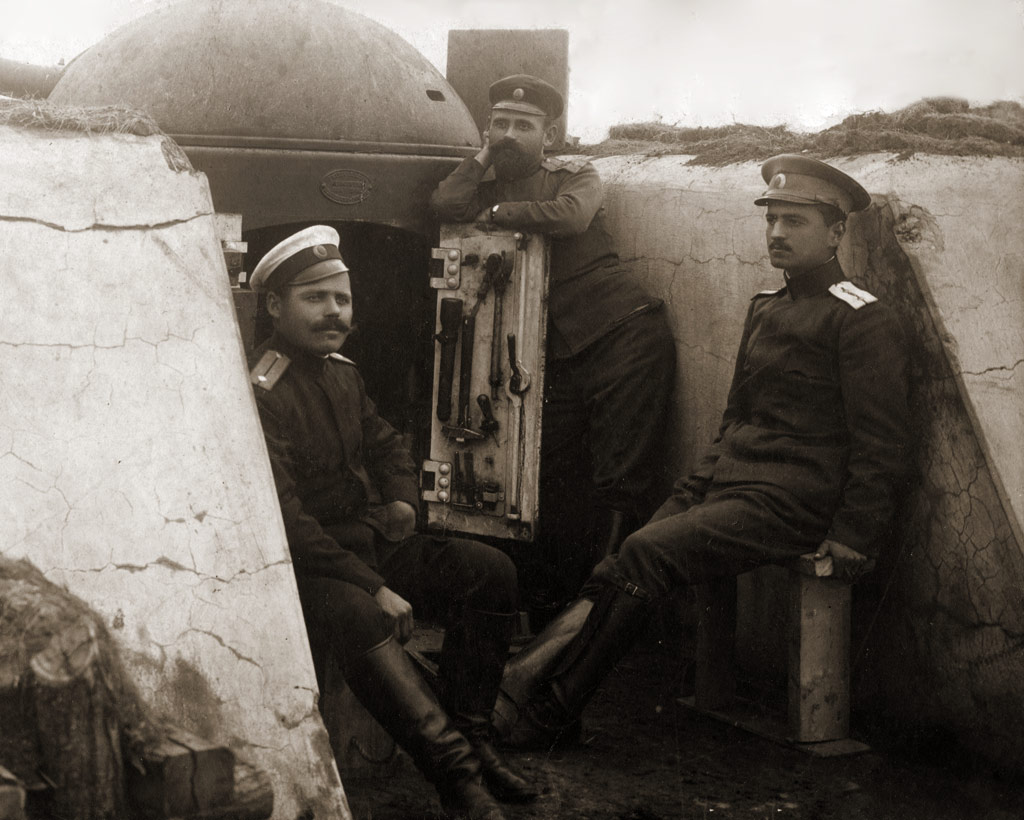
Casamatta per un cannone tipo Gruson in Bulgaria

Nel 1845 a Torino per iniziativa dell'allora maggiore Giovanni Cavalli, si eseguirono esperienze di tiro contro tubi di ghisa inclinati a 45°, per dimostrare l'influenza dell'angolo di arrivo sulla resistenza della corazzatura; nel 1860 lo stesso Cavalli fece costruire, con buoni risultati, una batteria coperta metallica all'assedio di Gaeta, ma questo tentativo cadde in dimenticanza in Italia. L'arte metallurgica intanto andava sempre progredendo e si introduceva l'uso delle corazzature nelle navi.
Nel 1867 Hermann Gruson, per primo, tentò la costruzione di casematte fisse totalmente metalliche, presentandone all'esposizione di Parigi un tipo, che sottopose a numerosissime esperienze, acquistandosi larghissimi assensi. 
Le casematte fisse metalliche conservavano l'aspetto delle casematte in muratura precedenti, ma erano modificate in modo da rendervi possibile un utile impiego delle parti metalliche. Queste casematte metalliche avevano la proprietà di risultare più robuste e resistenti di quelle in muratura, ma avevano sempre il difetto di limitare il campo di tiro dei cannoni che contenevano e non evitavano la possibilità di essere imboccate.

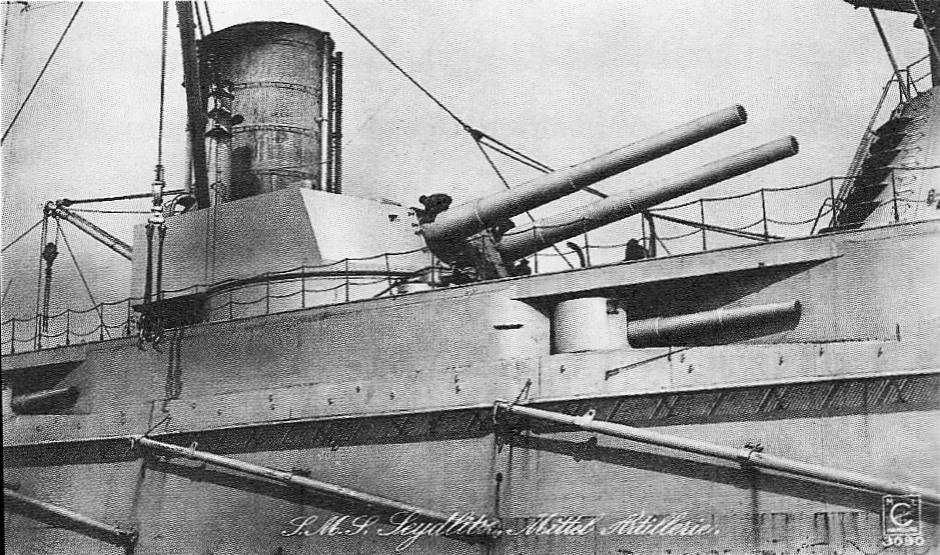
Cannone da 150mm (in basso nella foto) 15 cm SK L/45 montato in casamatta a bordo dell'incrociatore da battaglia tedesco SMS Seydlitz (1910)

Fin dalla fine del XIX secolo vennero impiegate sia nelle batterie costiere, sia nei forti di sbarramento. Per ovviare a molti degli inconvenienti che si attribuivano alle casematte fisse, già dagli ultimi anni del XIX secolo furono introdotte le casematte mobili o girevoli. Queste rispetto a quelle fisse presentavano i seguenti vantaggi:
- non limitavano il settore orizzontale di tiro, che poteva arrivare a 360°;
- erano molto meno soggette all'imbocco, perché le cannoniere rimangono esposte ai tiri avversari solamente al momento dello sparo;
- il movimento di cui sono dotate permette un più agevole smaltimento del fumo;
- costituiscono un bersaglio piccolo e dalla forma più adatta per essere meno danneggiata dai proietti che lo colpiscono;
- occupano minimo spazio, per cui si possono applicare su posizioni ristrette;

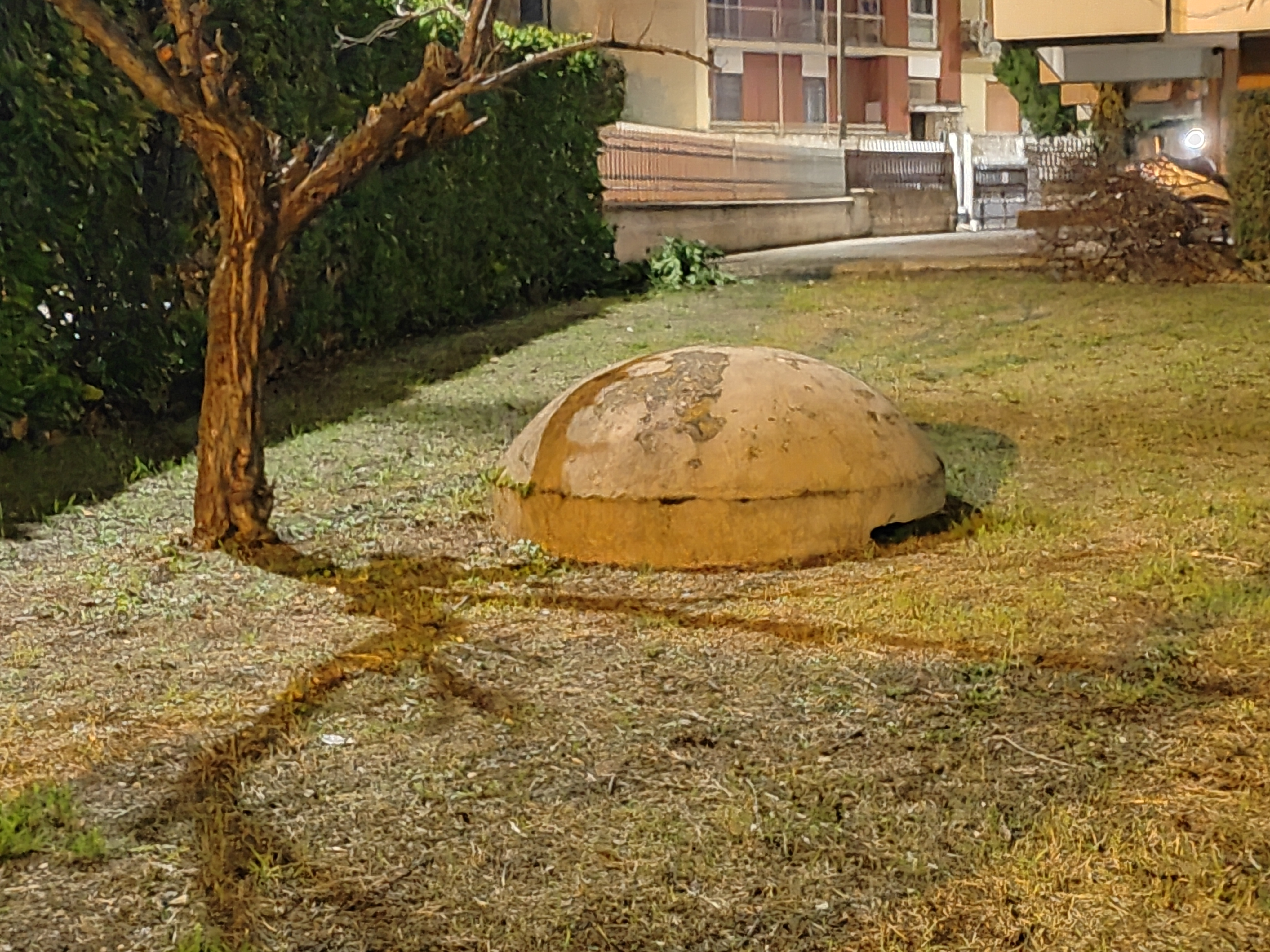
Casamatta nel giardino di un condominio di Terni, 2025. La cupola in cemento e la feritoia sono parzialmente interrati.

- Casamatta nel giardino di un condominio di Terni, 2025. La cupola in cemento e la feritoia sono parzialmente interrati. riparano i pezzi in tutte le direzioni;
- permettono una grande rapidità di tiro, perché il puntamento può effettuarsi mentre si compiono le operazioni della carica.

Gli unici inconvenienti che presentarono erano quelli di essere più costose delle casematte corazzate fisse e di essere dotate di meccanismi molto delicati per il movimento. Le casematte girevoli possono essere per un solo o per due pezzi, in questo caso le due bocche da fuoco hanno gli assi paralleli.
Le casematte, sia fisse che girevoli, si dimostrarono, durante gli ultimi due conflitti mondiali, inferiori al loro compito ed all'aspettativa che si aveva sulla loro resistenza, perché studiate per resistere alle artiglierie di medio calibro; furono facilmente distrutte o almeno gravemente danneggiate dai proiettili delle artiglierie di grosso calibro usati anche nelle operazioni terrestri; il più largo impiego degli aerei permise di determinare più facilmente la posizione e di aggiustare il tiro diretto su esse. Le uniche casematte che si dimostrarono ancora funzionali furono quelle in caverna; però le ampie cannoniere che queste presentavano offrivano al nemico un bersaglio facile individuabile ed imboccabile.